# فارسی۱
فارسی۱ (فارسی وان) (با لاتین‌نویسی فارسی و رسمی به‌صورت Farsi1 و تلفظ رسمی: فارسی۱) شبکهٔ تلویزیونی فارسی‌زبان بود که دفتر اصلی آن در استودیو سیتی در دبی قرار داشت و روی ماهوارهٔ یوتلست برنامه پخش می‌کرد. این شبکه از مرداد ۱۳۸۸ اقدام به پخش سریال‌های خارجی با زبان اصلی و زیرنویس فارسی و دوبلهٔ فارسی کرد و در ایران مورد توجه مخاطبان قرار گرفت. مدیر ارشد اجرایی شبکه، سعد محسنی بود و سینا ولی‌الله به عنوان مدیریت این شبکه با گروه موبی همکاری می‌کرد. کار دوبلهٔ سریال‌های فارسی۱ توسط استودیوهای مستقل به صورت پیمان‌کاری در مراکز گوناگون منطقه انجام می‌شد.
فارسی۱ سرمایه‌گذاری مشترک گروه موبی و شرکت نوز کورپوریشن بود. گروه موبی در سال ۲۰۰۲ توسط سعد محسنی، استرالیایی افغان‌تبار، خواهر، و دو برادرش تأسیس شد.

## راه‌اندازی
مجموعهٔ رسانه‌ای استار در ۲۳ دسامبر ۲۰۰۸ اعلام کرد که اوایل سال ۲۰۰۹ کانال تلویزیونی سرگرم‌کننده‌ای به زبان فارسی راه‌اندازی خواهد کرد. مسئولان گروه استار، هدف از راه‌اندازی کانال تلویزیونی به زبان فارسی را پخش برنامه برای مخاطبان فارسی‌زبان در سراسر آسیا اعلام کردند. بیشتر مخاطبان فارسی‌زبان در ایران، افغانستان، و تاجیکستان زندگی می‌کنند. اما استار دفتر بازاریابی و فروش کانال فارسی‌زبان خود را در دبی در امارات متحده عربی قرار داده بود. این شبکهٔ تلویزیونی با همکاری گروه استار تی‌وی ایژا و گروه رسانه‌ای موبی اداره می‌شد.

### مالکیت
فارسی۱ سرمایه‌گذاری مشترک گروه موبی و شرکت نوز کورپوریشن بود. گروه موبی در سال ۲۰۰۲ تأسیس شد. برپایهٔ آمار ژوئیه ۲۰۱۰ روپرت مرداک حدود ۱۲٪ از سهام نیوزکورپ را در اختیار داشت که این سهام شامل ۳۸٪ از سهام رای‌دهندهٔ شرکت نیز می‌شد.

## برنامه‌ها
شبکه فارسی۱ به پخش برنامه‌های سرگرم‌کننده و فعالیت‌های فرهنگی از جمله سریال‌ها، برنامه‌های پزشکی، گفتگوی تلویزیونی، برنامه‌های نمایشی با موضوع حقوق زنان، آموزش‌های پزشکی، حفاظت از محیط زیست، موضوعات اجتماعی و فرهنگی، آسیب‌های مهاجرت غیرقانونی و غیره می‌پرداخت. برخی از این برنامه‌ها به صورت دوبله شده پخش می‌شدند. شمار زیادی از سریال‌های با کیفیت آمریکایی پخش شده از این شبکه مانند یقه سفید ساخته فاکس تلویژن زیرمجموعه نوز کورپوریشن یکی از شرکت‌های سرمایه‌گذار فارسی۱ هستند. پخش مرتب موزیک‌ویدئوهای منتخب رادیو جوان در بین برنامه‌ها و دعوت از چهره‌های سرشناس در برنامه چندشنبه با سینا نیز از دیگر فعالیت‌های این شبکه بود.

### برخی برنامه‌ها و فعالیت‌های فرهنگی
- چندشنبه با سینا، طنز اجتماعی انتقادی با اجرای سینا ولی‌الله[۱۳][۱۴]
- به نام زن، با موضوع حقوق زنان و مقابله با آزار جسمی و روحی زنان[۱۵][۱۶]
- سرو نو، با موضوع حفاظت از محیط زیست[۱۷]
- برنامه پزشکی دکتر آز (دکتر محمت آز)[۱۸]
- شوی اپرا (اپرا وینفری)
- سفر، فیلم سینمایی با موضوع آسیب‌های مهاجرت غیرقانونی به استرالیا به کارگردانی محمدقربان کریمی[۱۹]
- همکاری با دولت استرالیا برای هشدار دربارهٔ مهاجرت‌های غیرقانونی

### تولیدات شبکه
| ردیف | نام               | کشور  | توضیحات                |
| ---- | ----------------- | ----- | ---------------------- |
| ۱    | رؤیای شیرین       | ایران |                        |
| ۲    | سه نقطه‌ها         | ایران | انیمیشن کوتاه          |
| ۳    | یادداشت‌های شهرزاد | ایران | انیمیشن کوتاه          |
| ۴    | چندشنبه با سینا   | ایران | سبک برنامه لیت نایت شو |
| ۵    | آشپزخانه آریانا   | ایران | آشپزی                  |
| ۶    | جی وان            | ایران | موسیقی                 |
| ۷    | تازه‌های هالیوود   | ایران | اخبار دنیای هالیوود    |

## سانسور و پارازیت
در برخی مناطق کشور از جمله تهران، شیراز، مشهد، اصفهان، تبریز و ساری این فرکانس دارای پارازیت بود. وبگاه اینترنتی فارسی۱ از طرف جمهوری اسلامی فیلتر شده‌بود.
در آغاز تابستان ۱۳۸۹ ارسال پارازیت روی فرکانس فارسی۱ به همراه چند شبکهٔ دیگر فارسی‌زبان آغاز شد. مسئولان این شبکه ابتدا فرکانس دیگری را روی ماهوارهٔ هات‌برد ارائه دادند. اما آن فرکانس نیز پارازیت به خود دید. تا اینکه شبکهٔ فارسی۱ مجبور شد به ماهوارهٔ یوتل‌ست نقل مکان کند.
شبکه فارسی۱ در ماهواره یوتل ست w3a با فرکانس ۱۱۲۲۱ سیمبل ریت ۲۷۵۰۰ قابل دریافت بود.. بعدها این شبکه در ماهوارهٔ یاه ست قابل مشاهده شد.

## بازخورد در ایران
فارسی۱ کار خود را از ۱۰ مرداد ۱۳۸۸ آغاز کرد و در ایران مورد استقبال و توجه بسیار قرار گرفت. به گزارش دویچه وله برخی از کارشناسان فرهنگی وابسته به دولت ایران این شبکه را صهیونیستی و با اهداف هولناک تشریح کردند. به باور آنان این شبکه توانسته‌بود با مجموعه‌هایی عامه‌پسند و با چاشنی‌هایی چون زنان و دختران زیبارو و داستان‌هایی عاشقانه در جذب مخاطبان موفق شود و تماشاگری را که در پی نوعی سرگرمی برای رهایی از دغدغه‌ها و خستگی‌های کار و زندگی اجتماعی به دنبال خود بکشاند. در همین حال ناتوانی صدا و سیمای جمهوری اسلامی ایران در جذب مخاطبان و بی‌اعتمادی عمومی نسبت به این رسانه نیز بر نگرانی‌های حکومت ایران افزوده بود.
حتی در بخش نامه‌های ارسالی به مدارس جمهوری اسلامی ایران در مقاطع ابتدایی و راهنمایی و دبیرستان نیز تأکید بر صهیونیستی بودن این شبکه در قالب پوسترها و نگاره‌هایی دیده می‌شد.

### از دیدگاه خبرگزاری‌های داخل ایران
عدم توفیق و نبود راهبردی از پیش تعیین‌شده برای جذب مخاطب توسط صدا و سیمای جمهوری اسلامی ایران نیز مزید بر علت نگرانی حکومت ایران شده بود. در نشست برگزارشده مرکز تحقیقات استراتژیک مجمع تشخیص مصلحت نظام دلیل عمده را ضعف عملکرد صدا و سیما عنوان کردند و کارگردانان عملکرد این سازمان در حوزه سریال را مورد اعتراض قرار دادند. علی میرمیرانی در مقاله طنزی در روزنامه اعتماد این موضوع را دستمایهٔ کار خود قرار داد. عزت‌الله ضرغامی رئیس صدا و سیما و نشریه همشهری جوان این انتقادات را رد کردند. در گزارشی از رادیو زمانه که شهرنوش پارسی‌پور آن را تهیه کرده بود دلایلی برای علاقه‌مندی بینندگان به تماشای سریال‌های تلویزیونی این شبکه آورده شده‌بود. گفته شده که خواست برقراری ارتباط با جهان به زبان فارسی از دلایل این علاقه‌مندی است. کسانی که دوست داشتند دنیایی را ببینند که به دنیای خودشان شباهت داشت و نمی‌خواستند ایرانی را ببینند که شباهتی به ایران واقعی‌شان نداشت. از دیگر مزیت‌های سریال‌های فارسی۱ که در این گزارش آورده شده این بود که با اینکه این سریال‌ها در داخل ایران تولید نمی‌شد اما از کشورهایی بودند (آمریکای لاتین و کره جنوبی) که مردم ایران هیچ کینه‌ای از آنها به دل نداشتند و با خیال راحت به تماشای آنها می‌نشستند.
در رمضان ۱۳۹۳ سریالی تحت عنوان هفت سنگ از تلویزیون ایران پخش شد که منتقدان آن را کپی سریال خانواده امروزی عنوان کردند که پیش از آن از شبکه فارسی۱ پخش شده بود.

## منتقدان
استقبال از این شبکه در میان مسئولان ایران نگرانی‌هایی ایجاد کرده‌بود. اگرچه هنوز در این مرحله کار نظرسنجی، تحلیل مخاطبان و بررسی اثر این شبکه صورت نگرفته و نظر کارشناسان در حد تخمین بود. بعداً حسن عباسی، رئیس مرکز بررسی‌های دکترینال امنیت بدون مرز، عنوان کرد «ما این سریال‌ها را از منظر جامعه‌شناختی و روان‌شناختی و سایر مبانی آن بررسی کردیم. این برنامه‌ها و شبکه‌ها یک تب و موج است و این تب و موج در کمتر از یک سال آینده فروکش خواهد کرد». «بنده با این نظر که این نوع شبکه‌ها با محتوای کنونی می‌توانند در راستای بسترسازی برای انقلاب نرم وارد عمل شوند موافق هستم. اما نمی‌توان عملکرد این شبکه‌ها را در راستای انقلاب مخملی قلمداد کرد». و «بنده معتقد نیستم که این امر به فروپاشی خانواده‌ها منجر شود». او عامل جذابیت آنها را عشق‌های ضربدری و مثلثی دانست. بنابراین راه‌اندازی شبکه خصوصی در ایران راه مناسبی برای مقابله با این شبکه نبود. او در برنامه دیروز، امروز، فردا این شبکه را زمینه‌ساز زنای ذهنی خواند. پیش از آن، وبگاه الف این شبکه را سومین حلقه از صف جدید مبارزه علیه تولیدات رسانه‌ای فرهنگی ایران پس از ام‌بی‌سی پرشیا و تلویزیون فارسی بی‌بی‌سی نامید. برخی کارشناسان فرهنگی نزدیک به دولت این شبکه را صهیونیستی و مقدمه تهاجم فرهنگی برای تغییر باورهای دینی و اعتقادی مردم، ترویج خانواده‌های بی‌سامان، عادی جلوه دادن خیانت همسران، و رابطه جنسی دختر و پسر پیش از ازدواج می‌دانستند. علی گرانمایه‌پور، کارشناس مسائل رسانه‌های گروهی معتقد بود در این میان مردم شهرستان‌ها و قشر کم‌سواد جامعه تأثیرپذیرتر هستند.

تصویری از صفحه اصلی وبگاه پس از هک

از دیدگاه این منتقدان، این شبکه ظاهراً برای مردم فارسی زبانان تاجیکستان، افغانستان و ایران بود. اما در اصل با تمرکز خاص روی مردم ایران جهت برنامه درازمدتِ تهاجم، انتخاب محتوای سریال‌های خود را با دقت و وسواسی خاص انجام می‌داد. چنانچه برای سرعت‌بخشی به پخش، کیفیت دوبله تحت شعاع قرار گرفته بود. این کارشناسان آنونس‌ها و وله‌های قوی این شبکه را نیز هدفمند دانسته‌بودند. رضا سیف‌پور در وبگاه تابناک نوشته بود: «... وله‌های خاص غالباً با رنگ‌های صورتی از ویژگی‌های دیگر برنامه‌های این شبکه‌است… رنگ صورتی خصوصاً آنجا که در کنار رنگ‌های تیره قرار می‌گیرد از رنگهای ویژه و مورد توجه شبکه‌های پورنو بوده… به خصوص در مجاورت رنگ تیره برانگیزاننده حس و غریزه جنسی در مخاطب است.» عبدالله بیچرانلو، نویسندهٔ نشریهٔ پگاه حوزه، پخش اذان در ماه رمضان را برای جذب بیشترین مخاطب و ایجاد احساس نزدیکی فرهنگی با مخاطب؛ و پخش درام‌های کره‌ای را یک «دام» برای ترغیب مخاطب به دیدن دیگر برنامه‌ها می‌دانست. مدیرکل آسیبهای اجتماعی قوه قضاییه نیز ۱۵ درصد از طلاق‌های صورت گرفته را متأثر از برنامه‌های شبکه فارسی۱ می‌دانست.
در آبان ۱۳۸۹ ارتش سایبری ایران وبگاه تلویزیون فارسی۱ را به همراه تعداد زیادی از وبگاه‌های مرتبط با گروه موبی از جمله تلویزیون طلوع، تلویزیون لمر، رادیو آرمان و … را هک کرد.

## پایان فعالیت
این شبکه در سال ۱۳۹۵ به خواست خود و ادغام با شبکه‌های دیگر فارسی‌زبان تعطیل شد. پیش از آن در مجموعه چندشنبه با سینا گفته شد که قسمت بعدی این برنامه به علت تعطیلی فارسی۱ پخش نخواهد شد.